# Estonia na Zimowych Igrzyskach Olimpijskich 2022
Estonia na Zimowych Igrzyskach Olimpijskich 2022 – występ kadry sportowców reprezentujących Estonię na igrzyskach olimpijskich, które odbyły się w Pekinie, w Chińskiej Republice Ludowej, w dniach 4-20 lutego 2022 roku.
Reprezentacja Estonii liczyła dwadzieścioro sześcioro zawodników – dwanaście kobiet i sześćnastu mężczyzn.
Był to jedenasty start Estonii na zimowych igrzyskach olimpijskich.

## Zdobyte medale
Jedyny medal dla Estonii zdobyła narciarka dowolna Kelly Sildaru, która wywalczyła brązowy medal. Był to czwarty wynik w dotychczasowej historii startów Estonii na zimowych igrzyskach olimpijskich i najlepszy wynik od Zimowych Igrzyskach Olimpijskich 2010 w Vancouver, gdy Estończycy po raz poprzedni zdobyli medal.
| Medal | Zawodnik      | Dyscyplina          | Konkurencja       | Data      |
| ----- | ------------- | ------------------- | ----------------- | --------- |
| Brąz  | Kelly Sildaru | Narciarstwo dowolne | slopestyle kobiet | 15 lutego |

## Reprezentanci

### Biathlon
| Zawodnik                                              | Konkurencja                | Strzelanie                           | Czas                                      | Strata   | Miejsce | Źródło |
| ----------------------------------------------------- | -------------------------- | ------------------------------------ | ----------------------------------------- | -------- | ------- | ------ |
| Kalev Ermits                                          | bieg indywidualny mężczyzn | 6 (2+2+0+2)                          | 57:21,3                                   | +8:33,9  | 78.     | [ 1 ]  |
| Kalev Ermits                                          | sprint mężczyzn            | 4 (2+2)                              | 27:46,4                                   | +3:46,0  | 88.     | [ 1 ]  |
| Susan Külm                                            | bieg indywidualny kobiet   | 6 (2+2+1+1)                          | 54:17,0                                   | +10:04,3 | 82.     | [ 2 ]  |
| Susan Külm                                            | bieg pościgowy kobiet      | 3 (1+1+1+0)                          | 40:57,3                                   | +6:10,4  | 45.     | [ 2 ]  |
| Susan Külm                                            | sprint kobiet              | 1 (0+1)                              | 23:15,3                                   | +2:31,0  | 44.     | [ 2 ]  |
| Regina Oja                                            | bieg indywidualny kobiet   | 7 (4+0+2+1)                          | 53:53,7                                   | +9:41,0  | 79.     | [ 3 ]  |
| Regina Oja                                            | bieg pościgowy kobiet      | 3 (1+1+1+0)                          | 40:57,3                                   | +6:10,4  | 45.     | [ 3 ]  |
| Regina Oja                                            | sprint kobiet              | 2 (1+1)                              | 23:24,4                                   | +2:40,1  | 56.     | [ 3 ]  |
| Raido Ränkel                                          | bieg indywidualny mężczyzn | 5 (0+2+1+2)                          | 56:32,4                                   | +7:45,0  | 73.     | [ 4 ]  |
| Raido Ränkel                                          | bieg pościgowy mężczyzn    | 6 (1+1+2+2)                          | 46:23,1                                   | +7:15,6  | 47.     | [ 4 ]  |
| Raido Ränkel                                          | sprint mężczyzn            | 2 (0+2)                              | 26:39,1                                   | +2:38,7  | 51.     | [ 4 ]  |
| Kristo Siimer                                         | bieg indywidualny mężczyzn | 3 (0+0+1+2)                          | 55:32,7                                   | +6:45,3  | 60.     | [ 5 ]  |
| Kristo Siimer                                         | sprint mężczyzn            | 1 (1+0)                              | 27:06,6                                   | +3:06,2  | 70.     | [ 5 ]  |
| Johanna Talihärm                                      | bieg indywidualny kobiet   | 3 (0+1+1+1)                          | 51:59,5                                   | +7:46,8  | 66.     | [ 6 ]  |
| Johanna Talihärm                                      | bieg pościgowy kobiet      | DNS                                  | DNS                                       | DNS      | DNS     | [ 6 ]  |
| Johanna Talihärm                                      | sprint kobiet              | 0 (0+0)                              | 23:13,3                                   | +2:29,0  | 43.     | [ 6 ]  |
| Tuuli Tomingas                                        | bieg indywidualny kobiet   | 4 (0+1+1+2)                          | 49:20,3                                   | +5:07,6  | 43.     | [ 7 ]  |
| Tuuli Tomingas                                        | bieg pościgowy kobiet      | 7 (0+2+3+2)                          | 41:12,2                                   | +6:25,3  | 49.     | [ 7 ]  |
| Tuuli Tomingas                                        | sprint kobiet              | 2 (1+1)                              | 22:49,2                                   | +2:04,9  | 33.     | [ 7 ]  |
| Rene Zahkna                                           | bieg indywidualny mężczyzn | 3 (0+0+1+2)                          | 56:06,0                                   | +7:18,6  | 68.     | [ 8 ]  |
| Rene Zahkna                                           | bieg pościgowy mężczyzn    | 3 (0+0+2+1)                          | 46:54,0                                   | +7:46,5  | 50.     | [ 8 ]  |
| Rene Zahkna                                           | sprint mężczyzn            | 1 (0+1)                              | 26:37,9                                   | +2:37,5  | 50.     | [ 8 ]  |
| Regina Oja Tuuli Tomingas Susan Külm Johanna Talihärm | sztafeta kobiet            | 0+1 0+3 0+2 2+3 0+1 0+0 3+3 -        | 18:18,9 19:36,8 18:42,6 LAP               | -        | 15.     | [ 9 ]  |
| Rene Zahkna Kristo Siimer Kalev Ermits Raido Ränkel   | sztafeta mężczyzn          | 0+0 1+3 0+3 1+3 0+0 0+2 0+1 0+0 2+12 | 21:25,8 22:26,7 20:56,9 21:14,2 1:26:03,6 | +6:13,4  | 15.     | [ 10 ] |
| Regina Oja Tuuli Tomingas Rene Zahkna Kristo Siimer   | sztafeta mieszana          | 0+3 0+1 0+0 1+3 0+2 0+0 0+3 0+2 1+14 | 18:50,6 19:19,0 16:13,1 17:33,8 1:11:56,5 | +5:10,9  | 16.     | [ 11 ] |

### Biegi narciarskie
| Zawodnik                                                | Konkurencja                | Kwalifikacje | Kwalifikacje | Ćwierćfinały | Ćwierćfinały | Półfinały | Półfinały | Finał                                     | Finał   | Źródło |
| Zawodnik                                                | Konkurencja                | Czas         | Miejsce      | Czas         | Miejsce      | Czas      | Miejsce   | Czas                                      | Miejsce | Źródło |
| ------------------------------------------------------- | -------------------------- | ------------ | ------------ | ------------ | ------------ | --------- | --------- | ----------------------------------------- | ------- | ------ |
| Alvar Johannes Alev                                     | bieg indywidualny mężczyzn | —            | —            | —            | —            | —         | —         | 41:12,5                                   | 35.     | [ 12 ] |
| Alvar Johannes Alev                                     | bieg łączony mężczyzn      | —            | —            | —            | —            | —         | —         | 1:23:50,5                                 | 33.     | [ 12 ] |
| Alvar Johannes Alev                                     | bieg masowy mężczyzn       | —            | —            | —            | —            | —         | —         | 1:16:28,4                                 | 36.     | [ 12 ] |
| Martin Himma                                            | bieg indywidualny mężczyzn | —            | —            | —            | —            | —         | —         | 42:44,4                                   | 56.     | [ 13 ] |
| Martin Himma                                            | sprint mężczyzn            | 3:00,07      | 48.          | NQ           | NQ           | NQ        | NQ        | NQ                                        | 48.     | [ 13 ] |
| Kaidy Kaasiku                                           | bieg indywidualny kobiet   | —            | —            | —            | —            | —         | —         | 33:50,7                                   | 70.     | [ 14 ] |
| Kaidy Kaasiku                                           | bieg łączony kobiet        | —            | —            | —            | —            | —         | —         | 52:12,6                                   | 54.     | [ 14 ] |
| Kaidy Kaasiku                                           | sprint kobiet              | 3:31,54      | 48.          | NQ           | NQ           | NQ        | NQ        | NQ                                        | 48.     | [ 14 ] |
| Keidy Kaasiku                                           | bieg indywidualny kobiet   | —            | —            | —            | —            | —         | —         | 32:55,4                                   | 60.     | [ 15 ] |
| Keidy Kaasiku                                           | bieg łączony kobiet        | —            | —            | —            | —            | —         | —         | 49:40,7                                   | 39.     | [ 15 ] |
| Keidy Kaasiku                                           | sprint kobiet              | 3:36,82      | 62.          | NQ           | NQ           | NQ        | NQ        | NQ                                        | 62.     | [ 15 ] |
| Marko Kilp                                              | sprint mężczyzn            | 2:58,95      | 45.          | NQ           | NQ           | NQ        | NQ        | NQ                                        | 45.     | [ 16 ] |
| Tatjana Mannima                                         | DNS                        | DNS          | DNS          | DNS          | DNS          | DNS       | DNS       | DNS                                       | DNS     | [ 17 ] |
| Mariel Merlii Pulles                                    | sprint kobiet              | 3:27,71      | 41.          | NQ           | NQ           | NQ        | NQ        | NQ                                        | 41.     | [ 18 ] |
| Henri Roos                                              | bieg indywidualny mężczyzn | —            | —            | —            | —            | —         | —         | 44:17,8                                   | 70.     | [ 19 ] |
| Henri Roos                                              | sprint mężczyzn            | 2:57,15      | 41.          | NQ           | NQ           | NQ        | NQ        | NQ                                        | 41.     | [ 19 ] |
| Aveli Uustalu                                           | bieg indywidualny kobiet   | —            | —            | —            | —            | —         | —         | 35:46,2                                   | 80.     | [ 20 ] |
| Aveli Uustalu                                           | sprint kobiet              | 3:37,10      | 64.          | NQ           | NQ           | NQ        | NQ        | NQ                                        | 64.     | [ 20 ] |
| Mariel Merlii Pulles Keidy Kaasiku                      | sprint drużynowy kobiet    | —            | —            | —            | —            | 24:47,51  | 9.        | NQ                                        | 17.     | [ 21 ] |
| Henri Roos Martin Himma                                 | sprint drużynowy mężczyzn  | —            | —            | —            | —            | 20:24,29  | 5.        | NQ                                        | 11.     | [ 22 ] |
| Kaidy Kaasiku Merlii Mariel Keidy Kaasiku Aveli Uustalu | sztafeta kobiet            | —            | —            | —            | —            | —         | —         | 15:45,5 15:38,9 14:02,2 15:52,3 1:01:18,9 | 16.     | [ 23 ] |
| Marko Kilp Alvar Johannes Alev Martin Himma Henri Roos  | sztafeta mężczyzn          | —            | —            | —            | —            | —         | —         | 34:09,6 31:52,3 LAP                       | 15.     | [ 24 ] |

### Kombinacja norweska
| Zawodnik       | Konkurencja                 | Skok      | Skok   | Skok    | Bieg    | Bieg    | Bieg    | Miejsce | Źródło |
| Zawodnik       | Konkurencja                 | Odległość | Punkty | Miejsce | Czas    | Strata  | Miejsce | Miejsce | Źródło |
| -------------- | --------------------------- | --------- | ------ | ------- | ------- | ------- | ------- | ------- | ------ |
| Kristjan Ilves | Skocznia duża/bieg na 10 km | 140,0     | 128,7  | 2.      | 27:29,5 | +1:00,2 | 29.     | 9.      | [ 25 ] |

### Łyżwiarstwo figurowe
| Zawodnik          | Konkurencja | SP     | SP    | FS     | FS   | Nota łączna | Nota łączna | Źródło |
| Zawodnik          | Konkurencja | Punkty | Poz.  | Punkty | Poz. | Punkty      | Poz.        | Źródło |
| ----------------- | ----------- | ------ | ----- | ------ | ---- | ----------- | ----------- | ------ |
| Eva-Lotta Kiibus  | solistki    | 59,55  | 21. Q | 112,20 | 20.  | 171,75      | 21.         | [ 26 ] |
| Aleksandr Selevko | soliści     | 65,29  | 28.   | NQ     | NQ   | 65,29       | 28.         | [ 27 ] |

### Łyżwiarstwo szybkie
| Zawodnik    | Konkurencja     | Finał   | Finał  | Finał   | Źródło |
| Zawodnik    | Konkurencja     | Czas    | Strata | Miejsce | Źródło |
| ----------- | --------------- | ------- | ------ | ------- | ------ |
| Marten Liiv | 500 m mężczyzn  | 35,26   | +0,94  | 24.     | [ 28 ] |
| Marten Liiv | 1000 m mężczyzn | 1:08,65 | +0,73  | 7.      | [ 28 ] |

### Narciarstwo alpejskie
| Zawodnik            | Konkurencja            | 1 przejazd | 1 przejazd | 2 przejazd | 2 przejazd | Łącznie | Łącznie | Źródło |
| Zawodnik            | Konkurencja            | Czas       | Pozycja    | Czas       | Pozycja    | Czas    | Pozycja | Źródło |
| ------------------- | ---------------------- | ---------- | ---------- | ---------- | ---------- | ------- | ------- | ------ |
| Tormis Laine        | slalom mężczyzn        | DNF        | DNF        | NQ         | NQ         | DNF     | DNF     | [ 29 ] |
| Tormis Laine        | slalom gigant mężczyzn | DNF        | DNF        | NQ         | NQ         | DNF     | DNF     | [ 29 ] |
| Kaitlyn Vesterstein | slalom kobiet          | DNF        | DNF        | NQ         | NQ         | DNF     | DNF     | [ 30 ] |
| Kaitlyn Vesterstein | slalom gigant kobiet   | 1:05,39    | 43.        | 1:05,05    | 34.        | 2:10,44 | 35.     | [ 30 ] |

### Narciarstwo dowolne
| Zawodnik      | Konkurencja       | Kwalifikacje | Kwalifikacje | Kwalifikacje | Kwalifikacje | Kwalifikacje | Finał | Finał | Finał | Finał | Miejsce | Źródło |
| Zawodnik      | Konkurencja       | Z1           | Z2           | Z3           | W            | M            | Z1    | Z2    | Z3    | W     | Miejsce | Źródło |
| ------------- | ----------------- | ------------ | ------------ | ------------ | ------------ | ------------ | ----- | ----- | ----- | ----- | ------- | ------ |
| Kelly Sildaru | big air kobiet    | 40,25        | 85,25        | 28,00        | 125,50       | 17.          | NQ    | NQ    | NQ    | NQ    | 17.     | [ 31 ] |
| Kelly Sildaru | halfpipe kobiet   | 87,50        | DNS          | —            | 87,50        | 3. Q         | 80,25 | 87,00 | 85,00 | 87,00 | 4.      | [ 31 ] |
| Kelly Sildaru | slopestyle kobiet | 80,96        | 86,15        | —            | 86,15        | 1. Q         | 82,06 | 46,71 | 78,75 | 82,06 | brąz    | [ 31 ] |

### Skoki narciarskie
| Zawodnik      | Konkurencja                | Kwalifikacje | Kwalifikacje | Kwalifikacje | Runda 1.  | Runda 1. | Runda 1. | Runda 2.  | Runda 2. | Runda 2. | Suma   | Suma    | Źrodło |
| Zawodnik      | Konkurencja                | Odległość    | Punkty       | Miejsce      | Odległość | Punkty   | Miejsce  | Odległość | Punkty   | Miejsce  | Punkty | Miejsce | Źrodło |
| ------------- | -------------------------- | ------------ | ------------ | ------------ | --------- | -------- | -------- | --------- | -------- | -------- | ------ | ------- | ------ |
| Artti Aigro   | skocznia normalna mężczyzn | 86,0         | 80,0         | 33. Q        | 97,0      | 116,7    | 34.      | NQ        | NQ       | NQ       | 116,7  | 34.     | [ 32 ] |
| Artti Aigro   | skocznia duża mężczyzn     | 117,0        | 102,0        | 31.          | 130,0     | 121,4    | 29. Q    | 127,5     | 117,9    | 30.      | 239,3  | 30.     | [ 32 ] |
| Kevin Maltsev | skocznia normalna mężczyzn | 89,5         | 80,2         | 32. Q        | 96,5      | 112,5    | 40.      | NQ        | NQ       | NQ       | 112,5  | 40.     | [ 33 ] |
| Kevin Maltsev | skocznia duża mężczyzn     | 113,0        | 94,3         | 41. Q        | 126,5     | 113,6    | 37.      | NQ        | NQ       | NQ       | 113,6  | 37.     | [ 33 ] |